# Antoine Doyen
Antoine Joseph Doyen (Sint-Gillis, 26 december 1881 - 3 januari 1951) was een Belgische atleet, gespecialiseerd in de lange afstand, het veldlopen en het snelwandelen. Hij nam eenmaal deel aan de Olympische Spelen en veroverde één Belgische titel.

## Biografie
Doyen werd in 1906 Belgisch kampioen in het veldlopen.
Doyen nam op de 10 km snelwandelen deel aan de Olympische Spelen van 1920 in Antwerpen. Hij werd achtste in de finale.
Doyen was aangesloten bij Athletic and Running Club Brussel en daarna bij Cercle des Sports d'Etterbeek. 

## Belgische kampioenschappen
| Onderdeel | Jaar |
| --------- | ---- |
| veldlopen | 1906 |

## Palmares

### veldlopen
- 1902:  BK AC
- 1903:  BK AC
- 1906:  BK AC

### marathon
- 1904:  BK AC (Mechelen - Brussel, 35 km)  - 2:26.09

### 10 km snelwandelen
- 1906:  BK AC
- 1920: 8e OS in Antwerpen  - 56.30,0